# Amphiprioninae

Amphiprion y Premnas

Los peces payaso o peces de las anémonas (Amphiprioninae) es una subfamilia de peces marinos de la familia Pomacentridae, que engloba únicamente a los géneros Amphiprion y Premnas.
Los peces payaso se caracterizan por sus contrastados e intensos colores, rojo, rosa, negro, amarillo, naranja o blanco. Proceden de los arrecifes de coral del Indo-Pacífico, y viven conjuntamente con las anémonas, teóricamente especies depredadoras, de las que obtienen una protección frente a posibles atacantes. A cambio, los peces payaso ofrecen la posibilidad de acercar alimento a la boca de la anémona, y, con su continuo movimiento, limpian el disco oral y los tentáculos de la anémona, evitándole infecciones bacterianas. Al tiempo, los ejemplares adultos defienden a sus anémonas hospedantes de peces depredadores especializados, como los peces mariposa de la familia Chaetodontidae.
Fáciles de obtener, son peces de mantenimiento sencillo, por ello, todas sus variedades constituyen una buena opción para acuarios. Se trata de especies carnívoras, que necesitan un aporte vegetal en su dieta. En su medio natural, los peces payaso persiguen a sus pequeñas presas.

## Especies
El Registro Mundial de Especies Marinas acepta las siguientes especies en los dos géneros de la subfamilia:
- Género Amphiprion. (Bloch & Schneider, 1801):
  - Amphiprion akallopisos. (Bleeker, 1853)
  - Amphiprion akindynos. (Allen, 1972)
  - Amphiprion allardi. (Klausewitz, 1970)
  - Amphiprion barberi. (Allen, Drew & Kaufman, 2008)
  - Amphiprion bicinctus. (Rüppell, 1830)
  - Amphiprion chagosensis. (Allen, 1972)
  - Amphiprion chrysogaster. (Cuvier, 1830)
  - Amphiprion chrysopterus. (Cuvier, 1830)
  - Amphiprion clarkii. (Bennett, 1830)
  - Amphiprion ephippium. (Bloch, 1790)
  - Amphiprion frenatus. (Brevoort, 1856)
  - Amphiprion fuscocaudatus . (Allen, 1972)
  - Amphiprion latezonatus . (Waite, 1900)
  - Amphiprion latifasciatus . (Allen, 1972)
  - Amphiprion leucokranos . (Allen, 1973)
  - Amphiprion mccullochi . (Whitley, 1929)
  - Amphiprion melanopus. (Bleeker, 1852)
  - Amphiprion nigripes. (Regan, 1908)
  - Amphiprion ocellaris. (Cuvier, 1830)
  - Amphiprion omanensis . (Allen & Mee, 1991)
  - Amphiprion pacificus . (Allen, Drew & Fenner, 2010)
  - Amphiprion percula. (Lacepède, 1802)
  - Amphiprion perideraion. (Bleeker, 1855)
  - Amphiprion polymnus. (Linnaeus, 1758)
  - Amphiprion rubrocinctus. (Richardson, 1842)
  - Amphiprion sandaracinos. (Allen, 1972)
  - Amphiprion sebae. (Bleeker, 1853)
  - Amphiprion thiellei . (Burgess, 1981)
  - Amphiprion tricinctus. (Schultz & Welander, 1953)
- Género Premnas. (Cuvier, 1816):
  - Premnas biaculeatus. (Bloch, 1790)

## Morfología
La coloración del cuerpo es variada, dependiendo de la especie, pudiendo ser el color base del cuerpo naranja brillante, o rojizo-marrón, o  amarillo, o negro, o rosa-pardo. Estos colores, pueden estar atravesados con una, dos o tres franjas, según la especie, que cruzan verticalmente el cuerpo, dividiéndolo en porciones. Estas bandas suelen estar delimitadas con estrechos márgenes negros, y suelen ser blancas, aunque en algunas especies, como el Amphiprion chrysopterus, son azuladas. También hay alguna especie, como el Amphiprion perideraion, que tiene una línea blanca recorriendo su parte superior, desde la cabeza hasta la aleta caudal, y solo una franja estrecha vertical, entre la cabeza y las aletas pectorales. El Amphiprion sandaracinos posee también la línea blanca horizontal del lomo, pero se diferencia de A. perideraion en que la línea nace en el labio superior, y no entre los ojos, en que no posee la franja vertical de aquel, y en que su color base es naranja, siendo en A. perideraion naranja-rosáceo. Un Amphiprion ocellaris negro, en vez de naranja, con bandas de color blanco, se encuentra fuera del territorio norte de Australia.
Tienen una aleta caudal redondeada y pueden crecer hasta 80 o 160 mm de longitud, según la especie. Las hembras son más grandes que los machos de esta subfamilia. (Nelson, Phang, y Chou, 1996).

### Mucosa superficial
Todos los peces de la subfamilia, tienen una membrana mucosa que cubre sus escamas. El moco suele contener altas cantidades de lípidos y glicoproteínas, sin embargo en la subfamilia Amphiprioninae tienen una adaptación especial en la capa mucosa, siendo mucho más gruesa y espesa. A diferencia de otras especies de peces, la capa de protección de las especies del género Amphiprion carece de una sustancia específica que desencadena el ataque de los nematocistos (las picaduras de una anémona), lo que permite la inmunidad contra las picaduras de peces tóxicos. Poco se sabe sobre el moco, excepto que su secreción se debe a factores genéticos, y la naturaleza de su composición pasa a través de las generaciones en cada especie. En otras familias de peces, el moco se utiliza como protección contra las bacterias dañinas, un regulador osmótico, y también ayuda a los peces en la fabricación del nido. La diferencia en el moco ha llevado a la trayectoria divergente de los peces de anémonas y otras especies.
Esta capa mucosa hace que sea inmune al aguijón de las anémonas, la cual se alimenta de peces principalmente. Antes de instalarse entre los tentáculos de estos animales marinos sedentarios, el pez payaso realiza una danza.

## Ecología
Se encuentran en las costas, en arrecifes de coral, normalmente a no mucha profundidad, entre 1 y 60 metros de profundidad, usualmente entre 3 y 15 metros. Suelen habitar en grietas de los arrecifes de sustrato rocoso o calizo.

### Distribución
Se distribuyen en aguas tropicales del océano Indo-Pacífico, desde la costa este africana, mar Rojo, Madagascar, golfo de Omán, golfo de Bengala, Seychelles, Maldivas, India, Sri Lanka, Indonesia, China, Vietnam, Filipinas, Japón, Nueva Guinea, Australia, Fiyi e islas del Pacífico central hasta Hawái, Micronesia y Polinesia.

### Mutualismo
Se suelen encontrar en asociación de mutualismo con anémonas. Según la especie de pez payaso, se asocia a determinadas especies de anémonas. En el caso de A. ocellaris, por ejemplo, principalmente a las anémonas Heteractis magnifica, Stichodactyla gigantea y Stichodactyla mertensii.
Las anémonas poseen nematocistos en la superficie de sus tentáculos, y son capaces de inyectar una toxina paralizante, que utilizan para atrapar y matar a sus presas (incluidos los peces). Los peces payaso no son inmunes a la toxina desde su nacimiento, pero se inmunizan lentamente con la ayuda de una capa de moco que segregan sobre su piel, dificultando que los nematocistos se adhieran, lo que permite que su cuerpo absorba pequeñas dosis a las que, paulatinamente, se va acostumbrando el pez, llegando a ser completamente inmune a la toxina cuando es adulto.
Un pez payaso inmunizado puede moverse libremente entre los tentáculos de la anémona, lo que le permite utilizarlas como un microhábitat, donde encuentra alimento, refugio y protección contra peces de mayor tamaño. Al mismo tiempo, el pez se alimenta de las partículas sobrantes de la alimentación de la anémona, así como de parásitos y otros organismos que pudieran afectarla.
Ocasionalmente, se encuentran compartiendo anémonas en armonía con camarones del género Periclimenes.
Ejemplos de especies de anémonas hospedadoras:

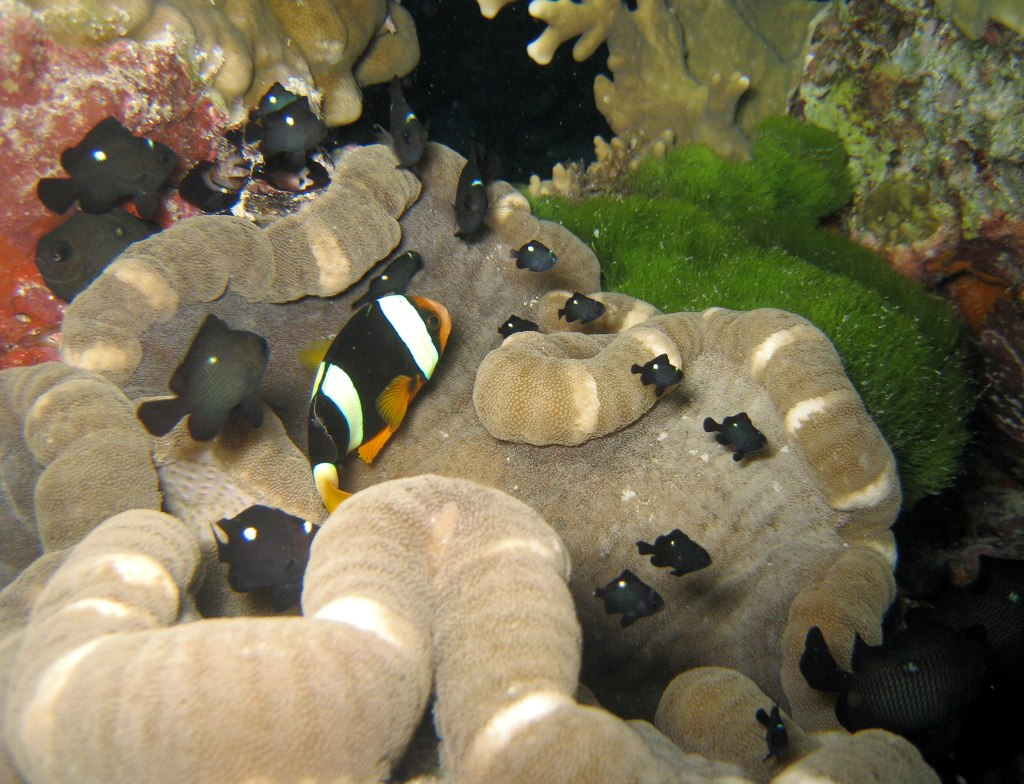
Cryptodendrum adhaesivum
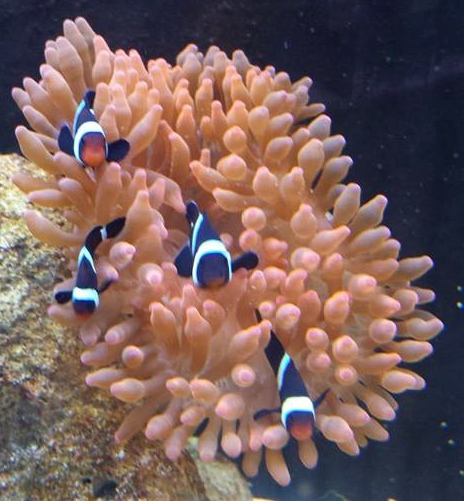
Entacmaea quadricolor
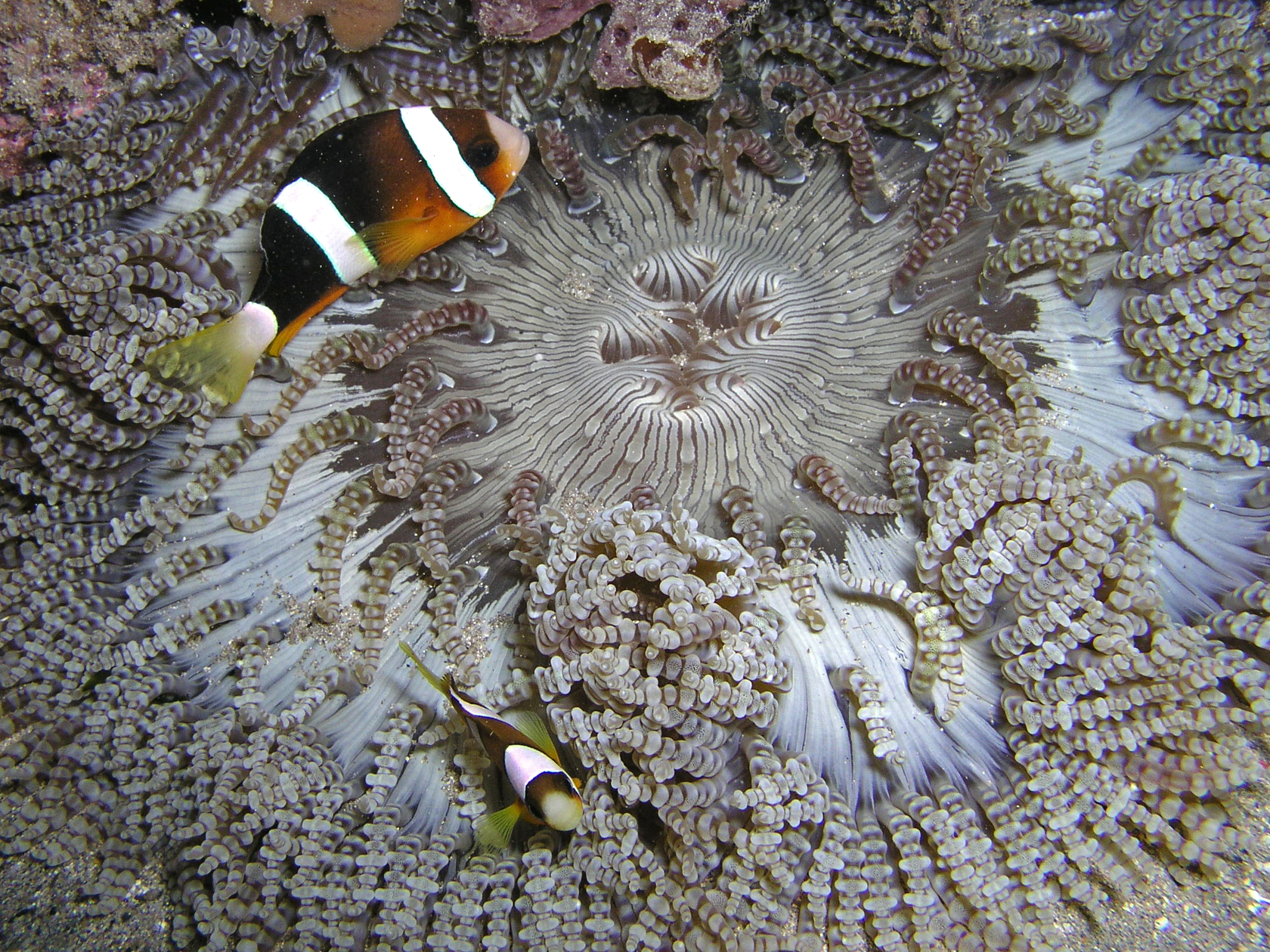
Heteractis aurora
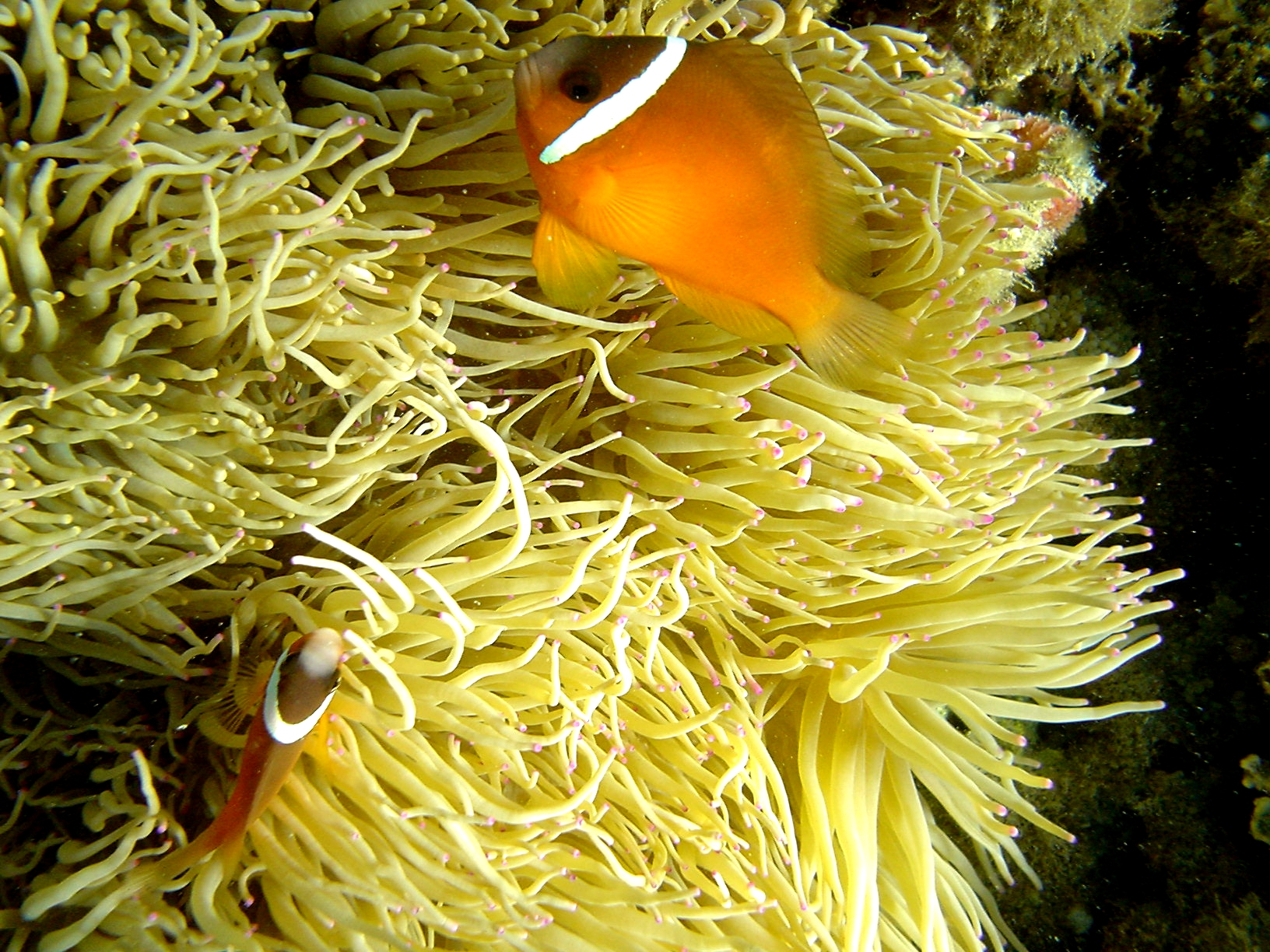
Heteractis crispa
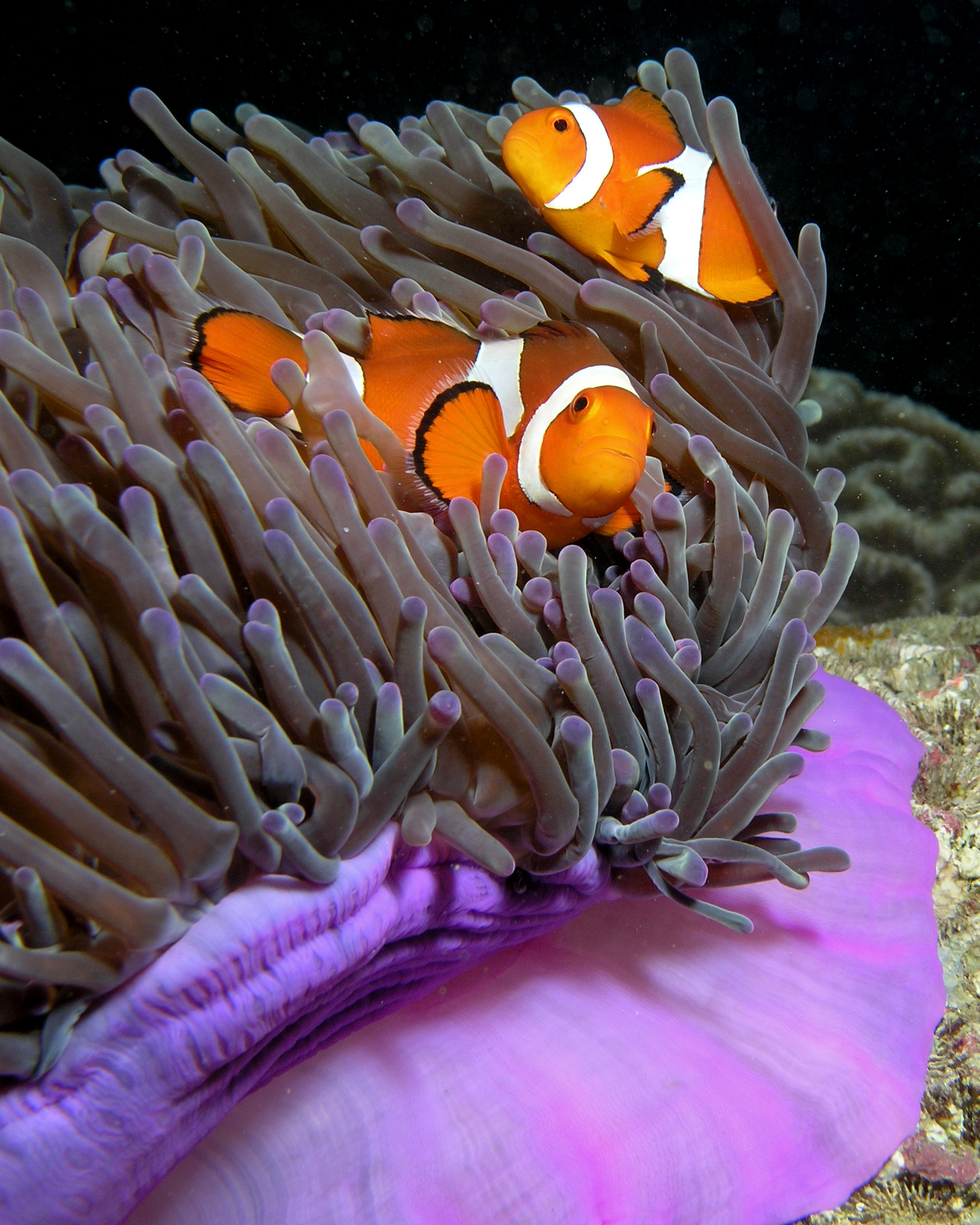
Heteractis magnifica
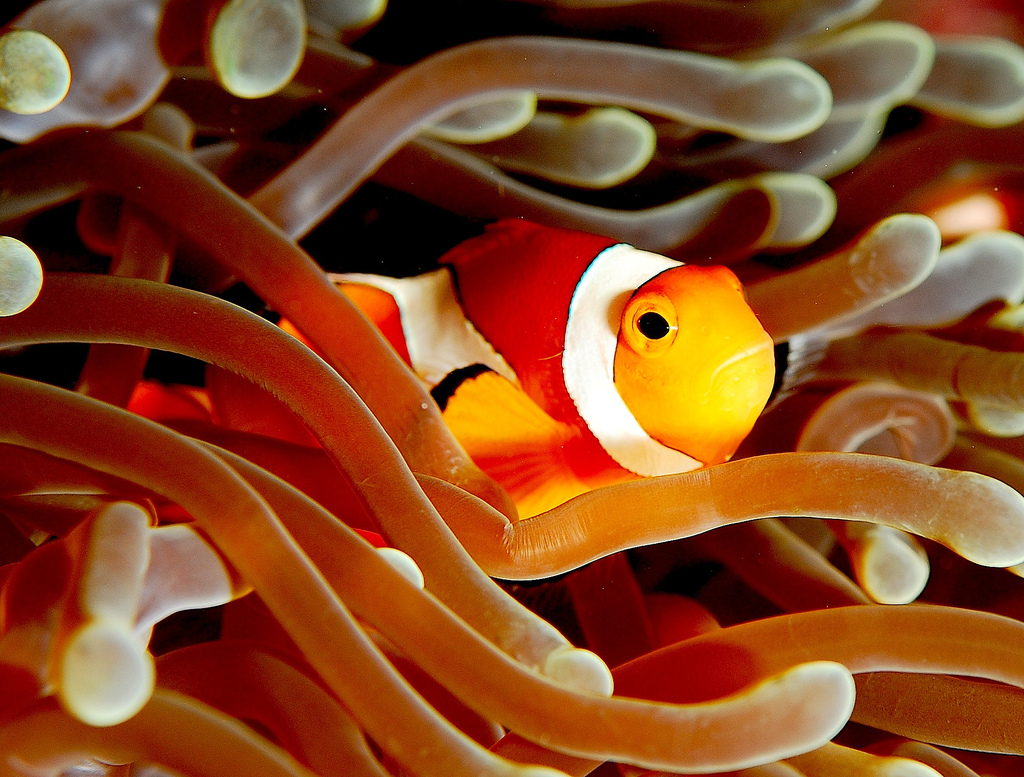
Condylactis gigantea
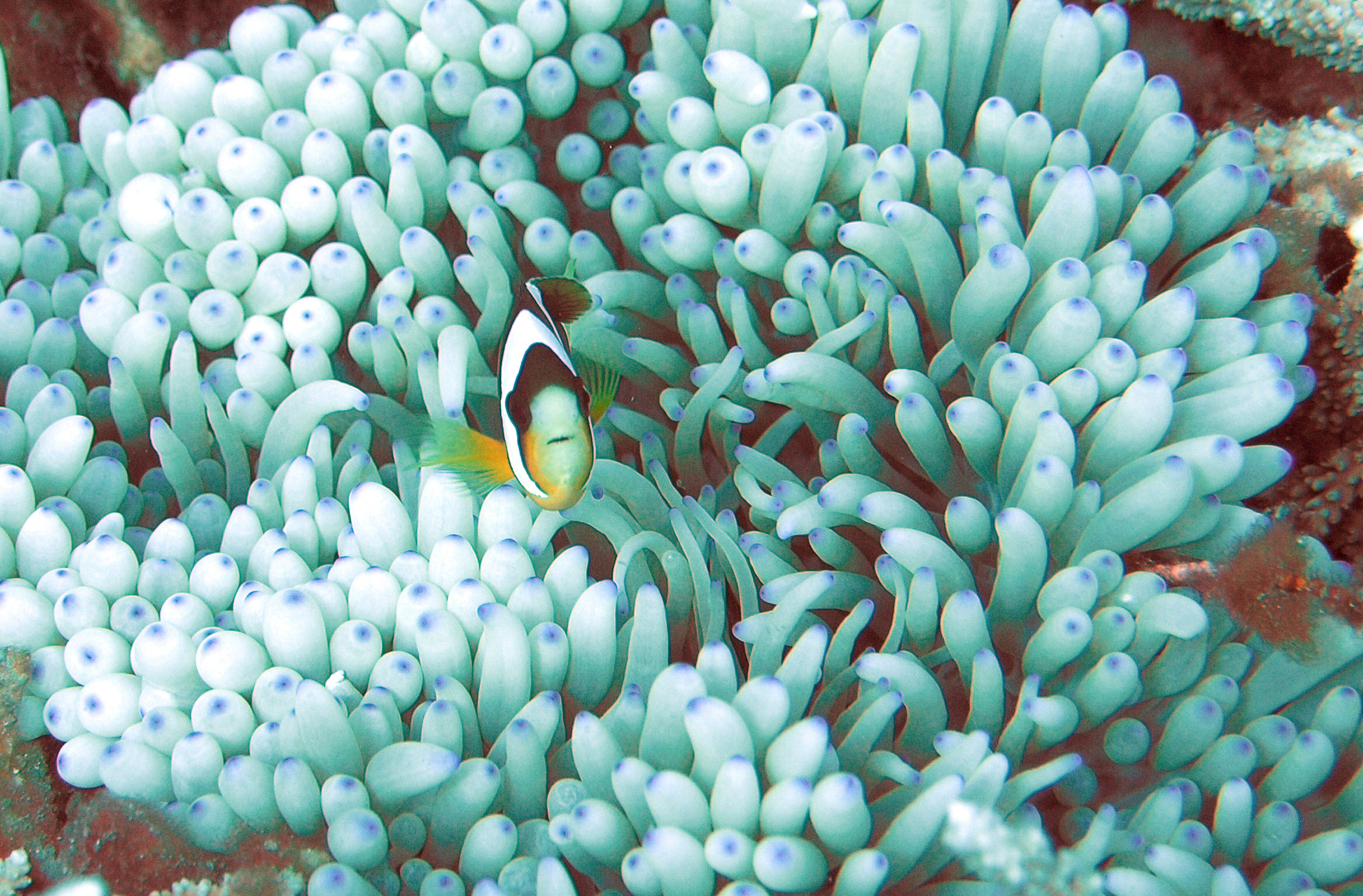
Heteractis malu
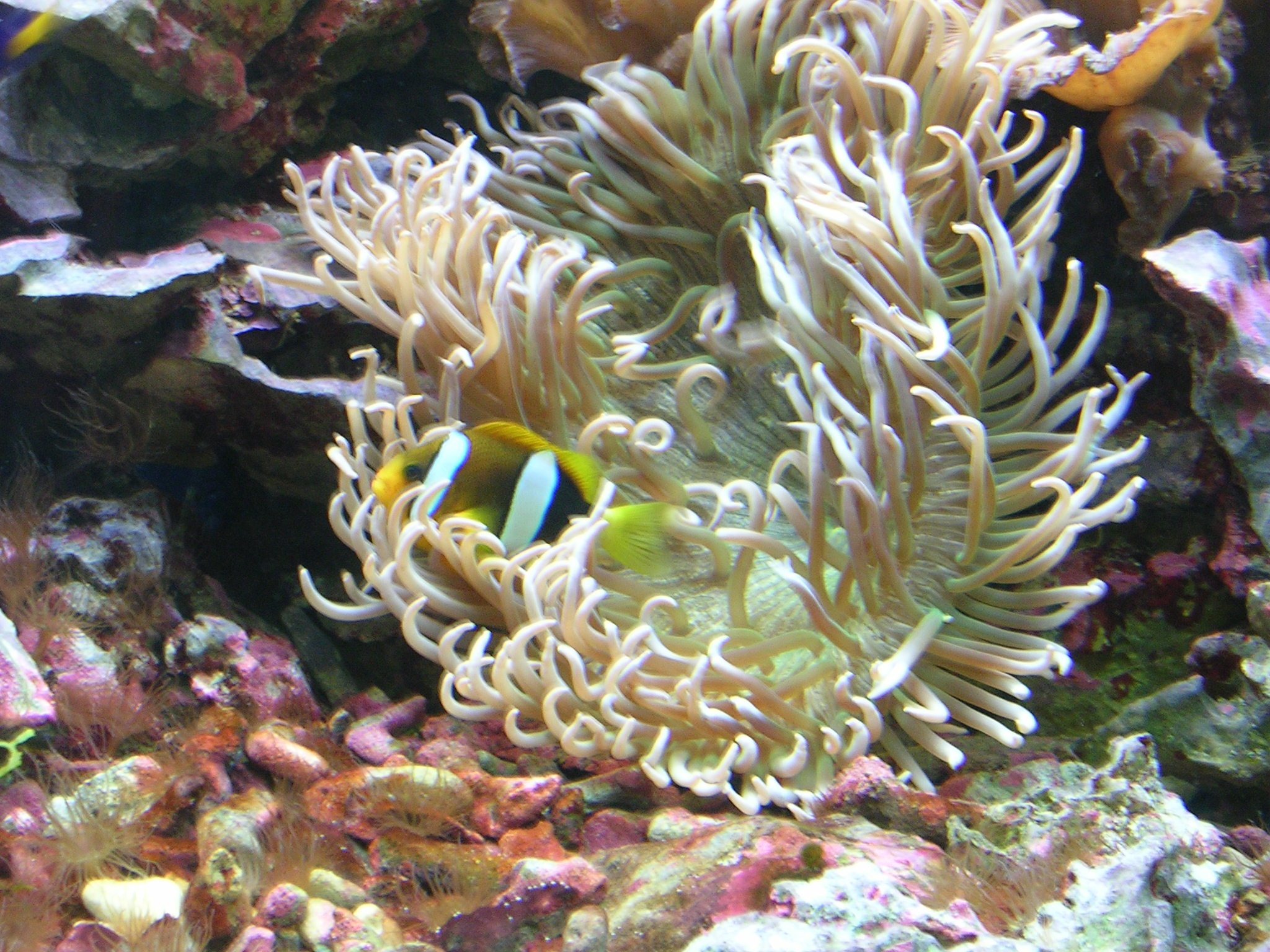
Macrodactyla doreensis
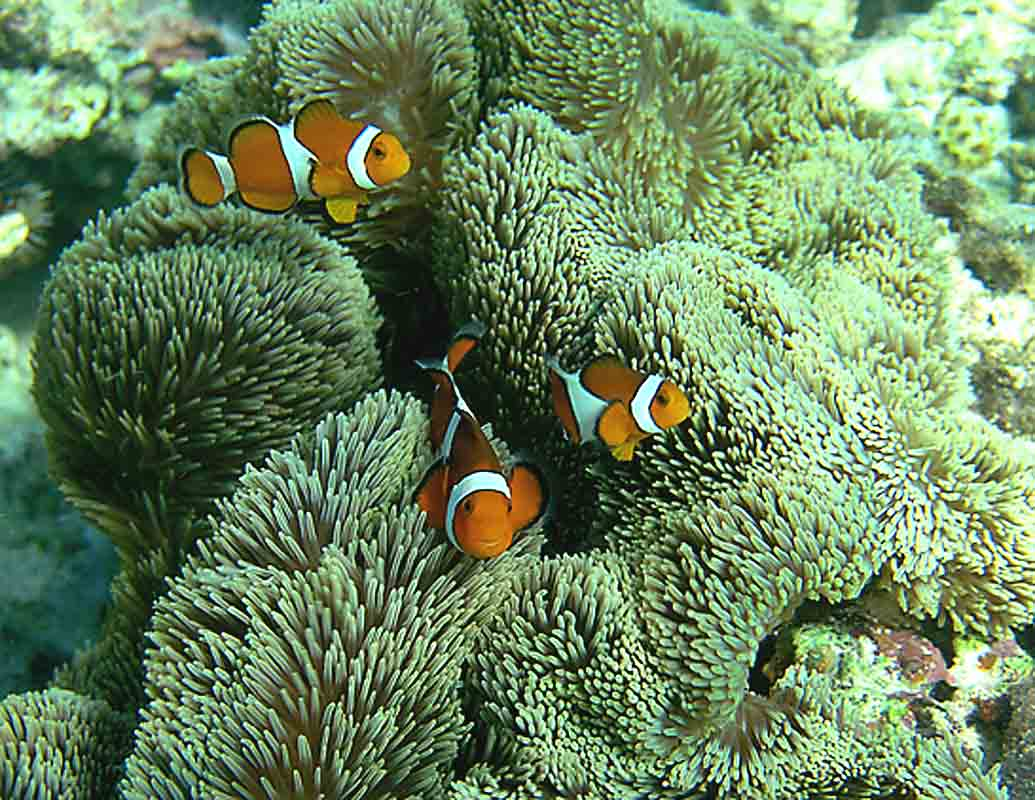
Stichodactyla gigantea
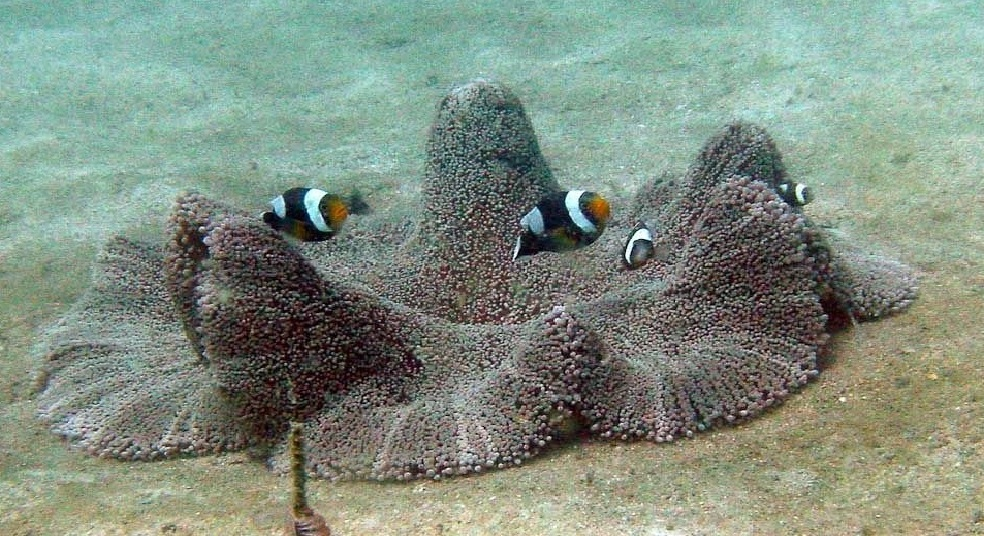
Stichodactyla haddoni
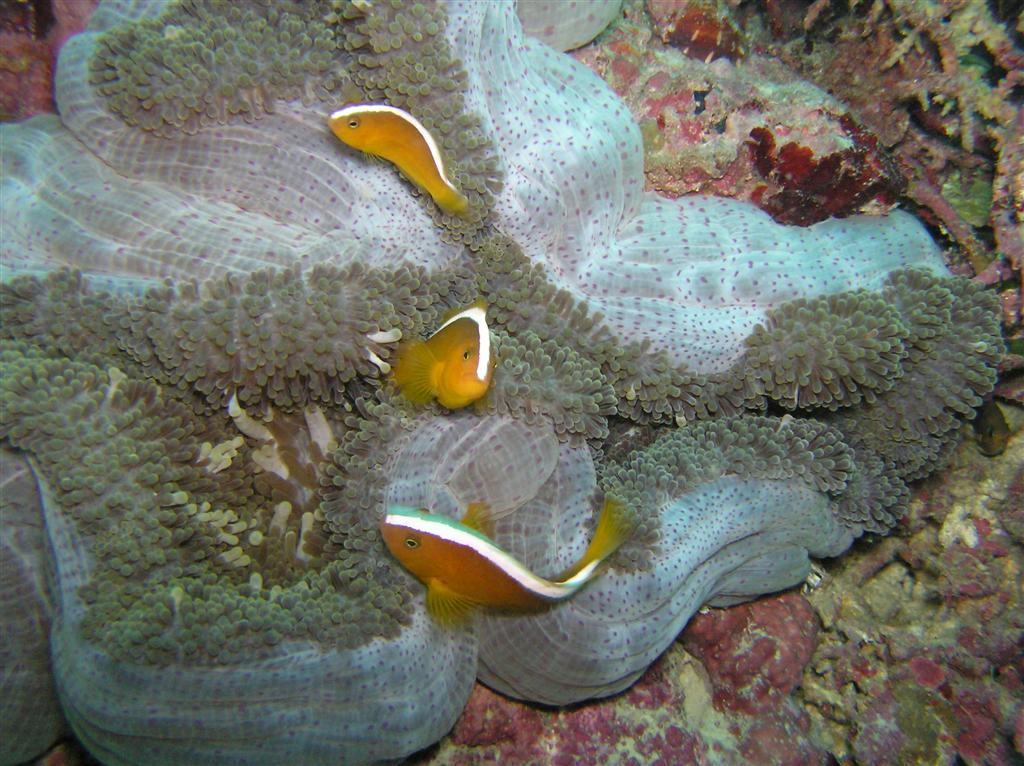
Stichodactyla mertensii

## Alimentación

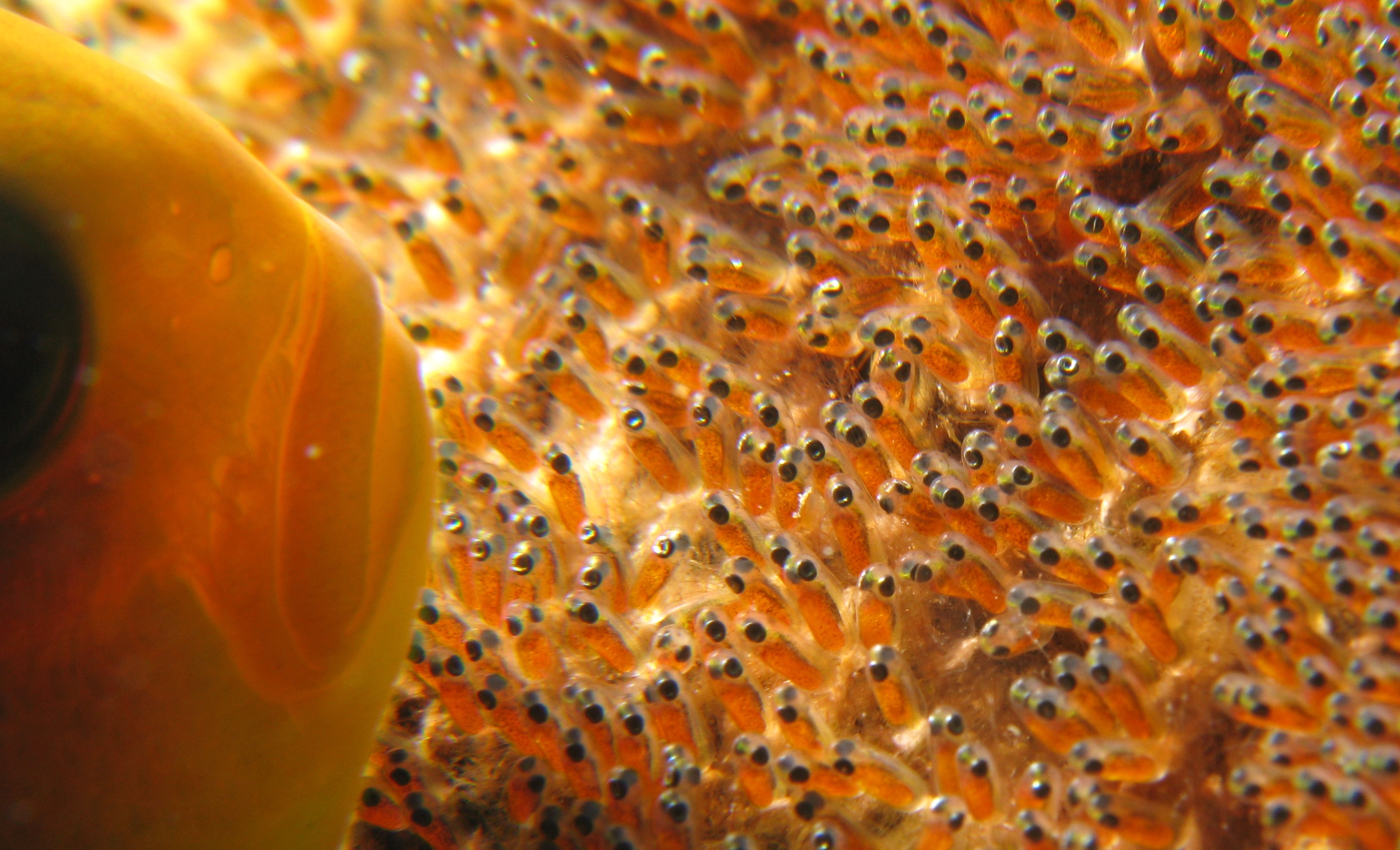
Puesta de embriones de Amphiprion sp bajo la permanente supervisión del macho.

Se alimentan de plantas (34 %), invertebrados bentónicos (44 %), y  zooplancton.
Alimentos planctónicos tales como el zooplancton, los copépodos y las algas, son la fuente primaria de alimento para la subfamilia (Myers 1999). Se clasifican como omnívoros generalistas, ya que se alimentan de la misma cantidad de algas que de animales (Sano et al. 1984). También se sabe que llegan a consumir los parásitos de sus anémonas anfitrionas (Thresher 1984). 
La alimentación, también está dominada por la estructura jerárquica de la dinámica de grupo en la anémona. Debido a que los peces más pequeños reciben la mayor agresión de los demás, se ven obligados a reducir la energía invertida para alimentarse a grandes distancias de la anémona y tienden a estar cerca, donde la competencia interespecífica es mayor. Además, no es seguro para los peces más pequeños alejarse demasiado de la seguridad de la anémona (Fautin y Allen 1992). El pez dominante busca alimento a mayores distancias, pero en general no más lejos que a varios metros de la anémona.

## Reproducción
Son ovíparos de fertilización externa. También son hermafroditas protándricos, esto significa que todos los alevines son machos, y que tienen la facultad de convertirse en hembras, cuando la situación jerárquica en el grupo lo permite, siendo el ejemplar mayor del clan el que se convierte en la hembra dominante, ya que se organizan en matriarcados. Su género es algo fácil de identificar, ya que la hembra, teóricamente es la más grande del clan. Cuando ésta muere, el pequeño macho dominante se convierte en una hembra. En cualquier caso, son monógamos.
La reproducción se produce en cuanto comienza a elevarse la temperatura del agua, aunque, como habitan en aguas tropicales, se pueden reproducir casi todo el año. El macho prepara el lugar de la puesta, espera a que la hembra fije los huevos allí y los fertiliza. Posteriormente, agita sus aletas periódicamente para oxigenar los huevos, y elimina los que están en mal estado.

## Galería

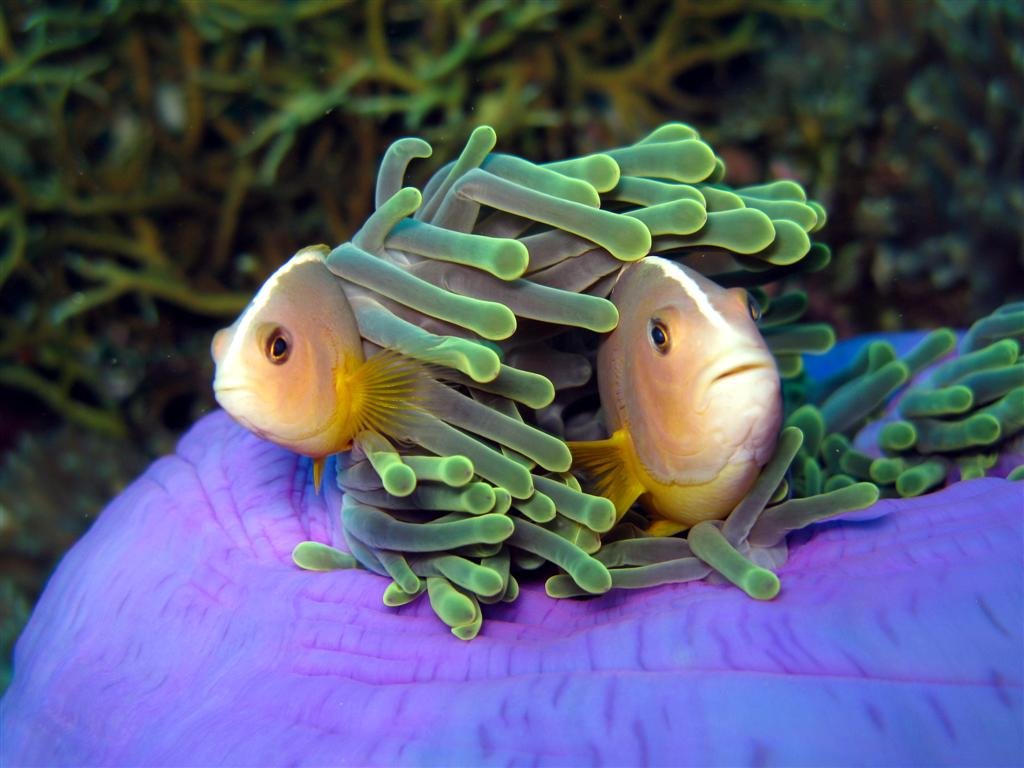
Amphiprion akallopisos
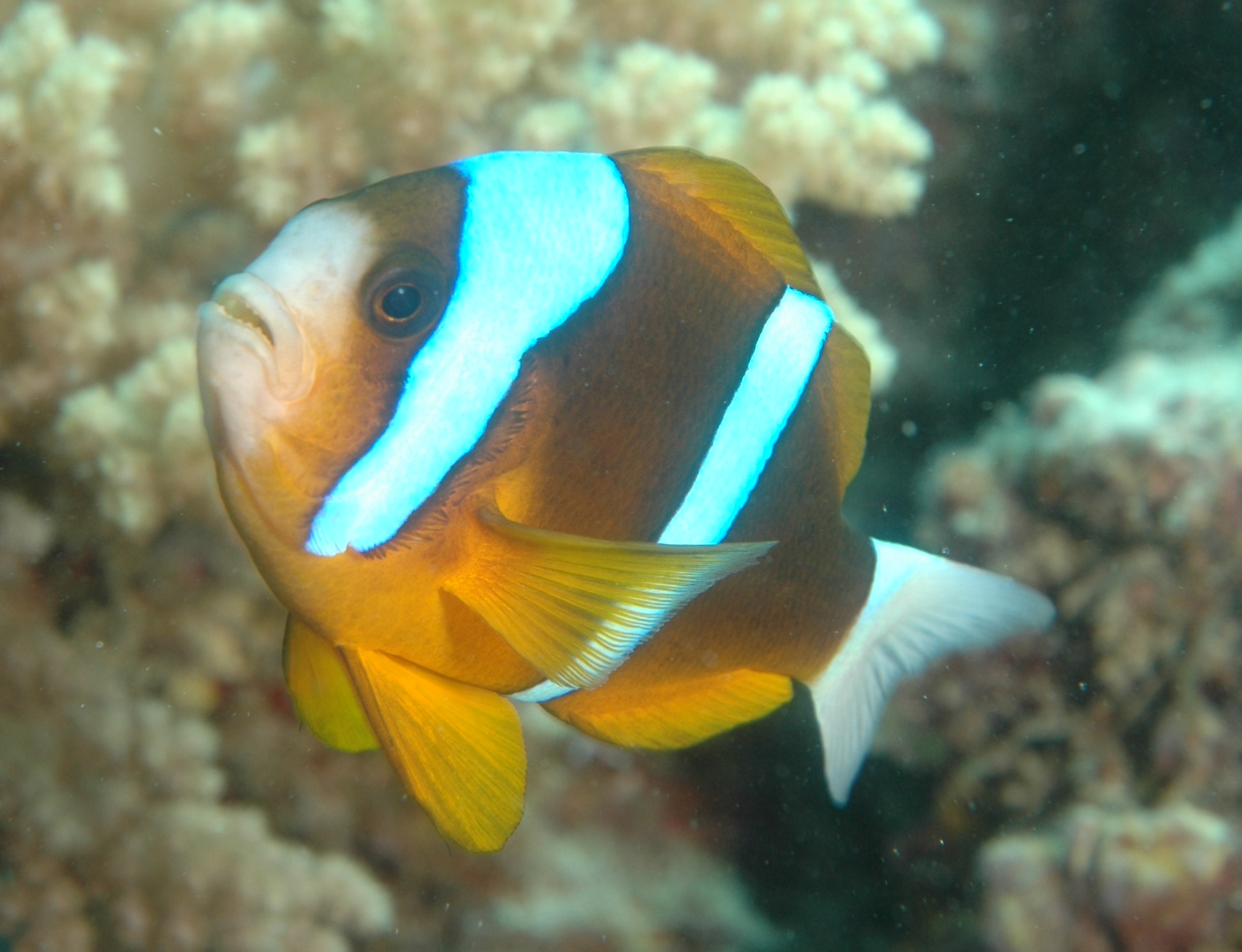
Amphiprion akindynos
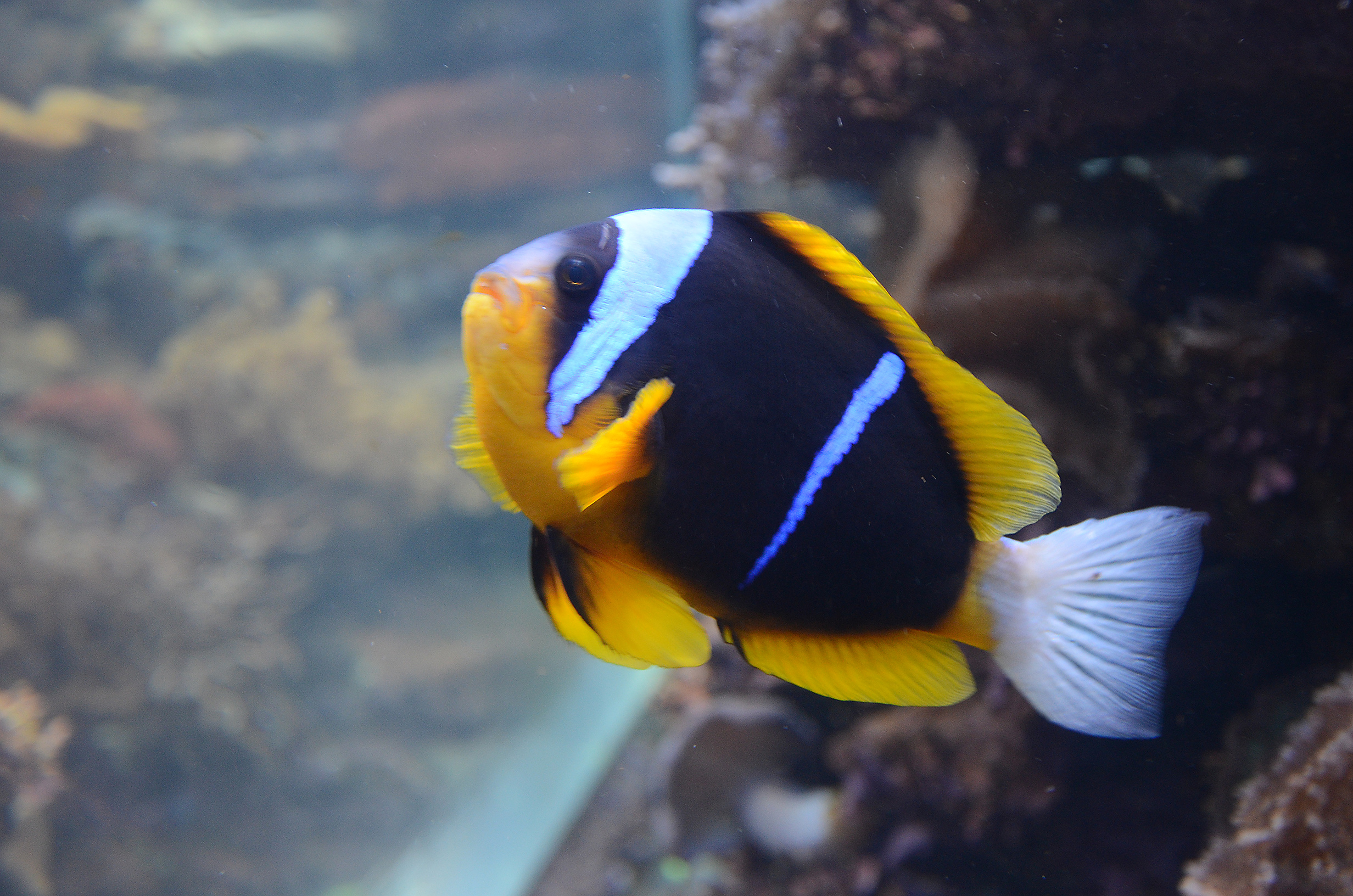
Amphiprion allardi
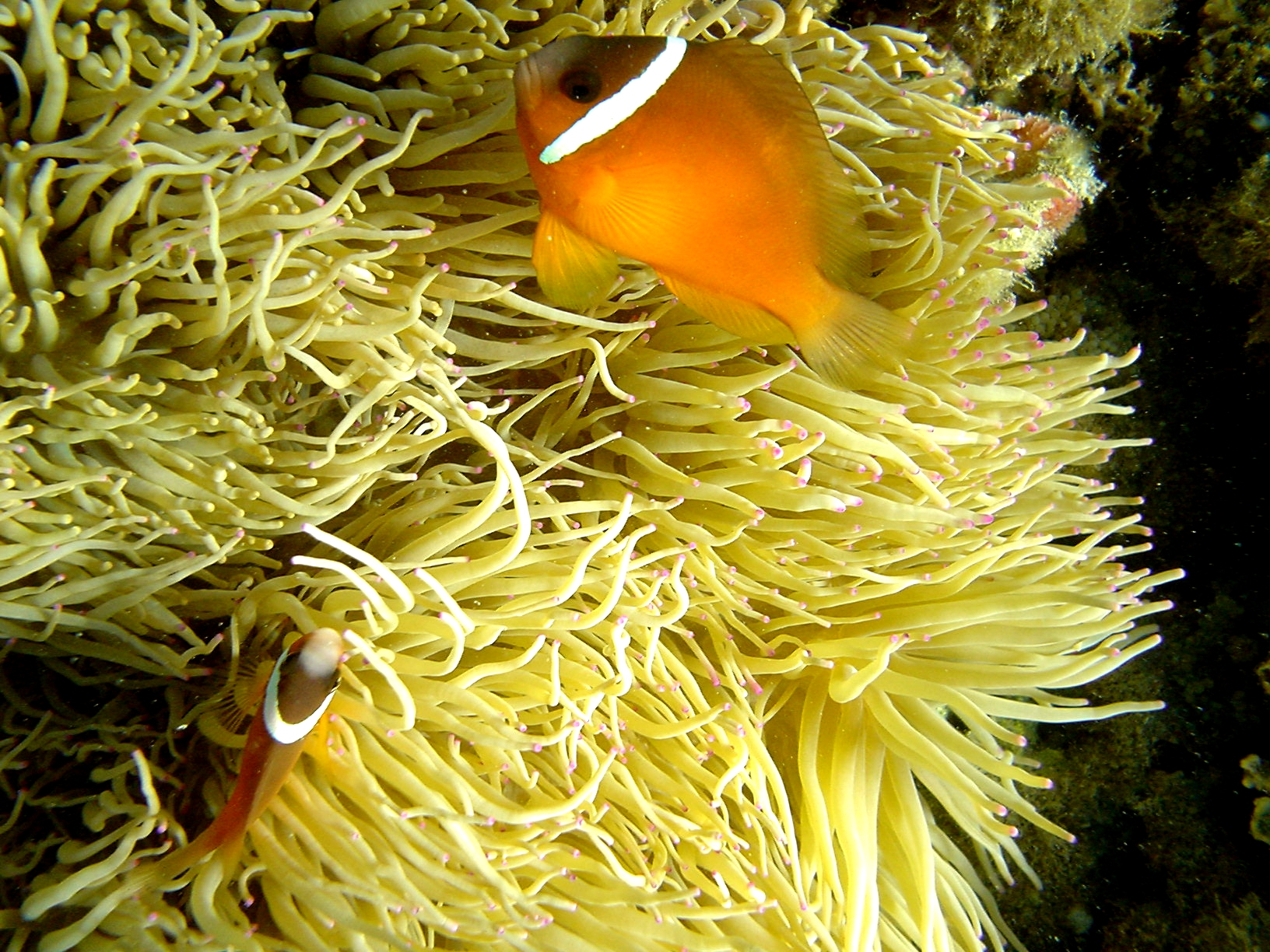
Amphiprion barberi
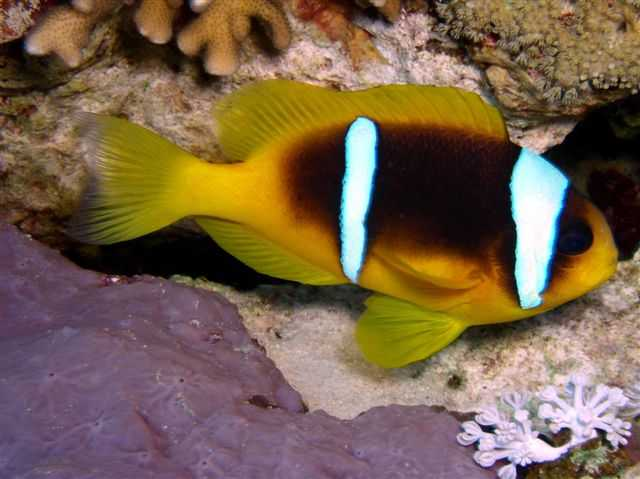
Amphiprion bicinctus
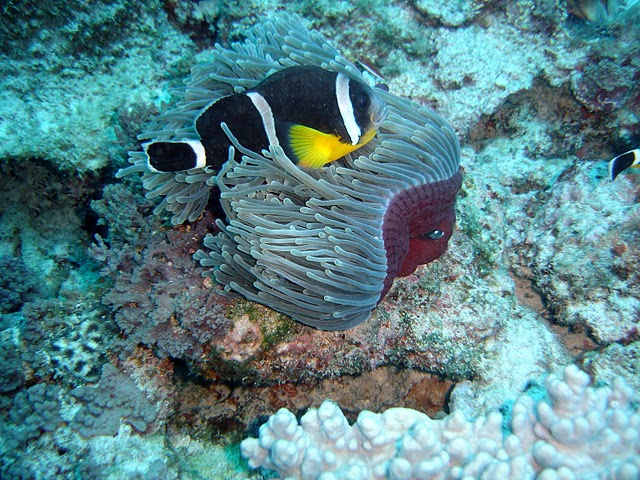
Amphiprion chrysogaster
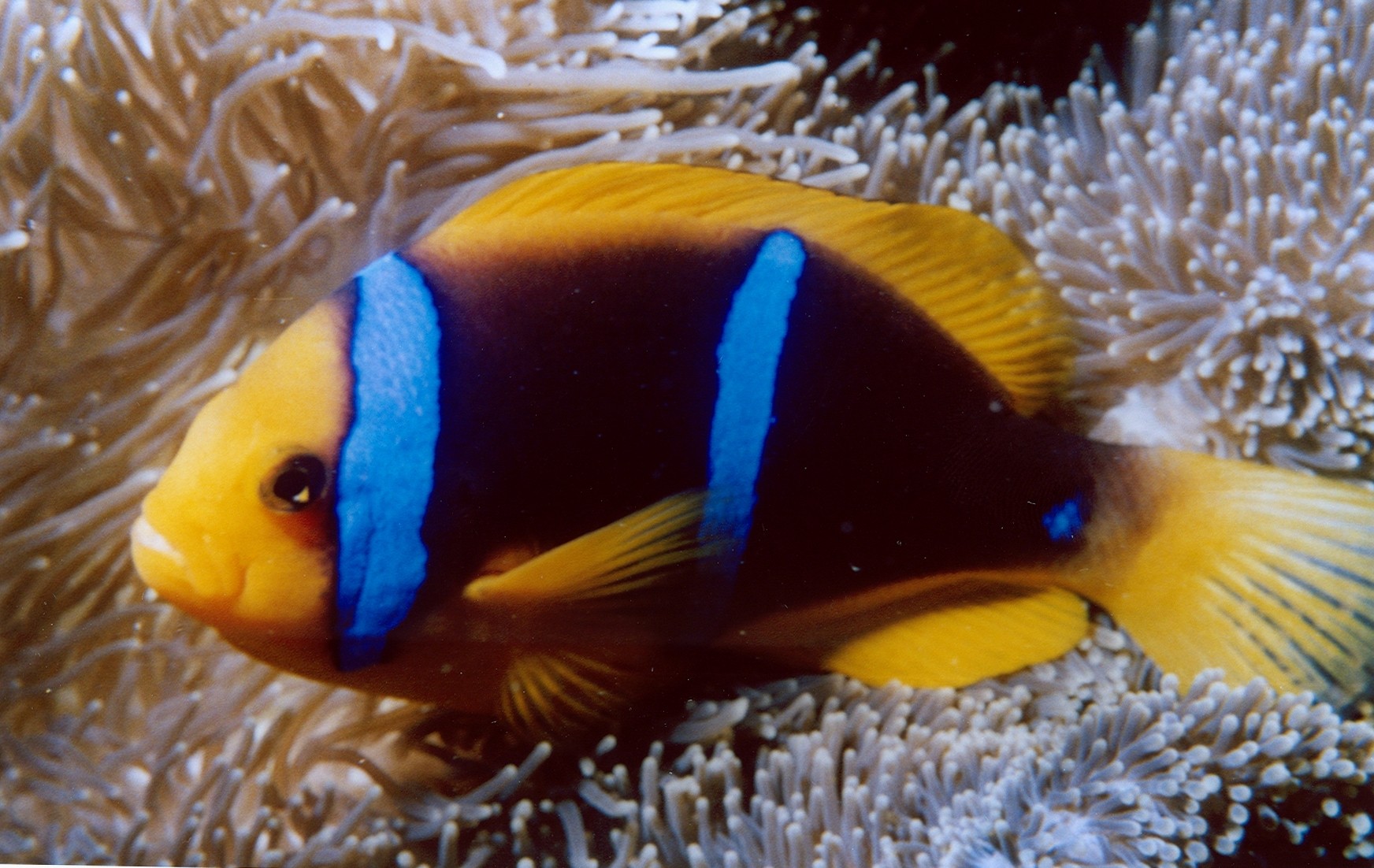
Amphiprion chrysopterus
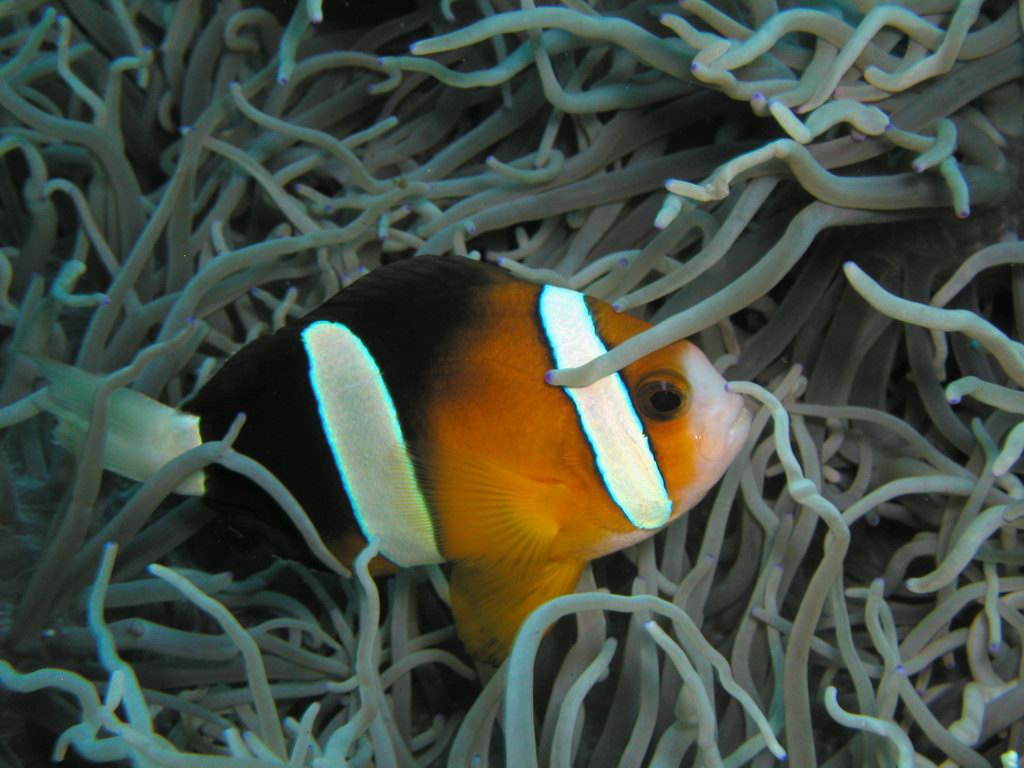
Amphiprion clarkii
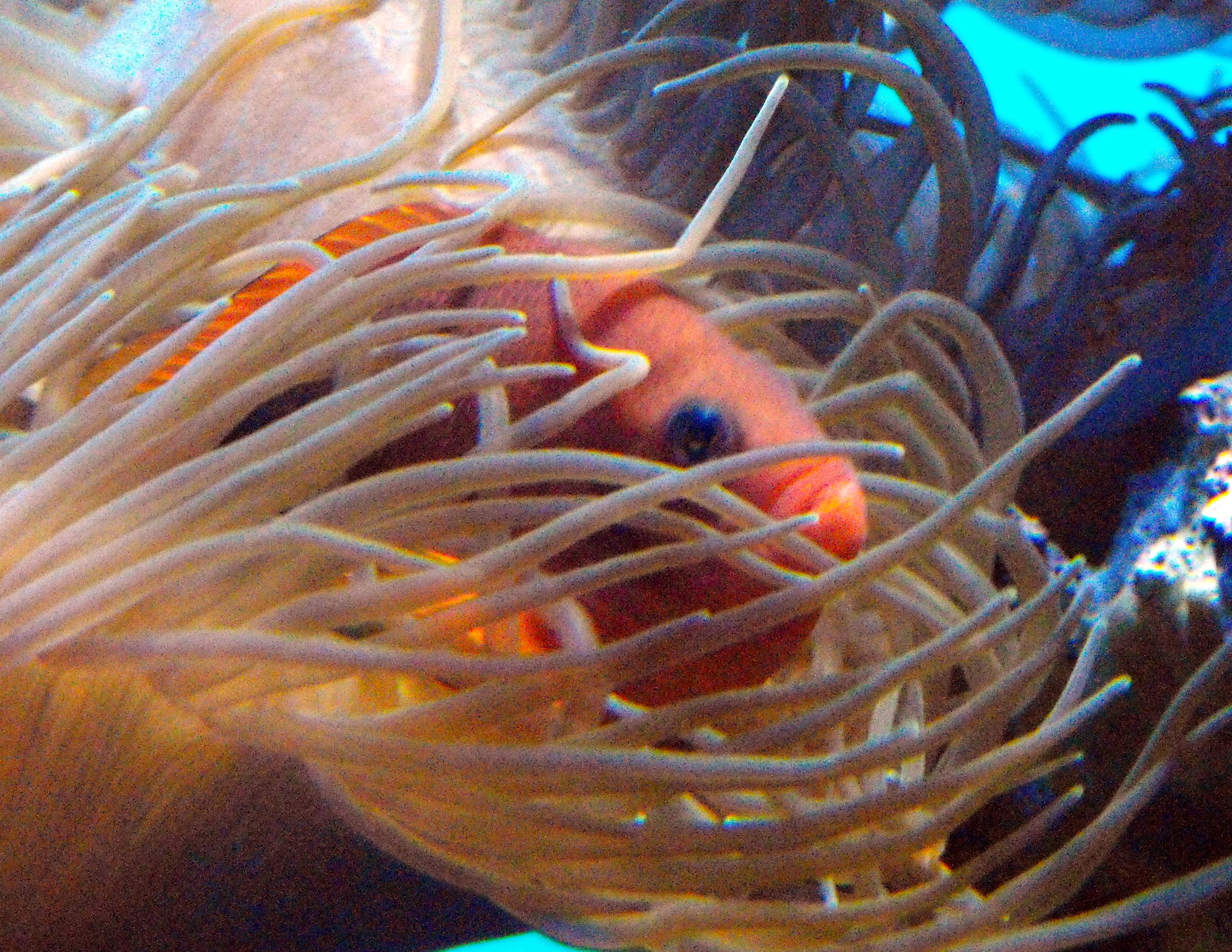
Amphiprion ephippium
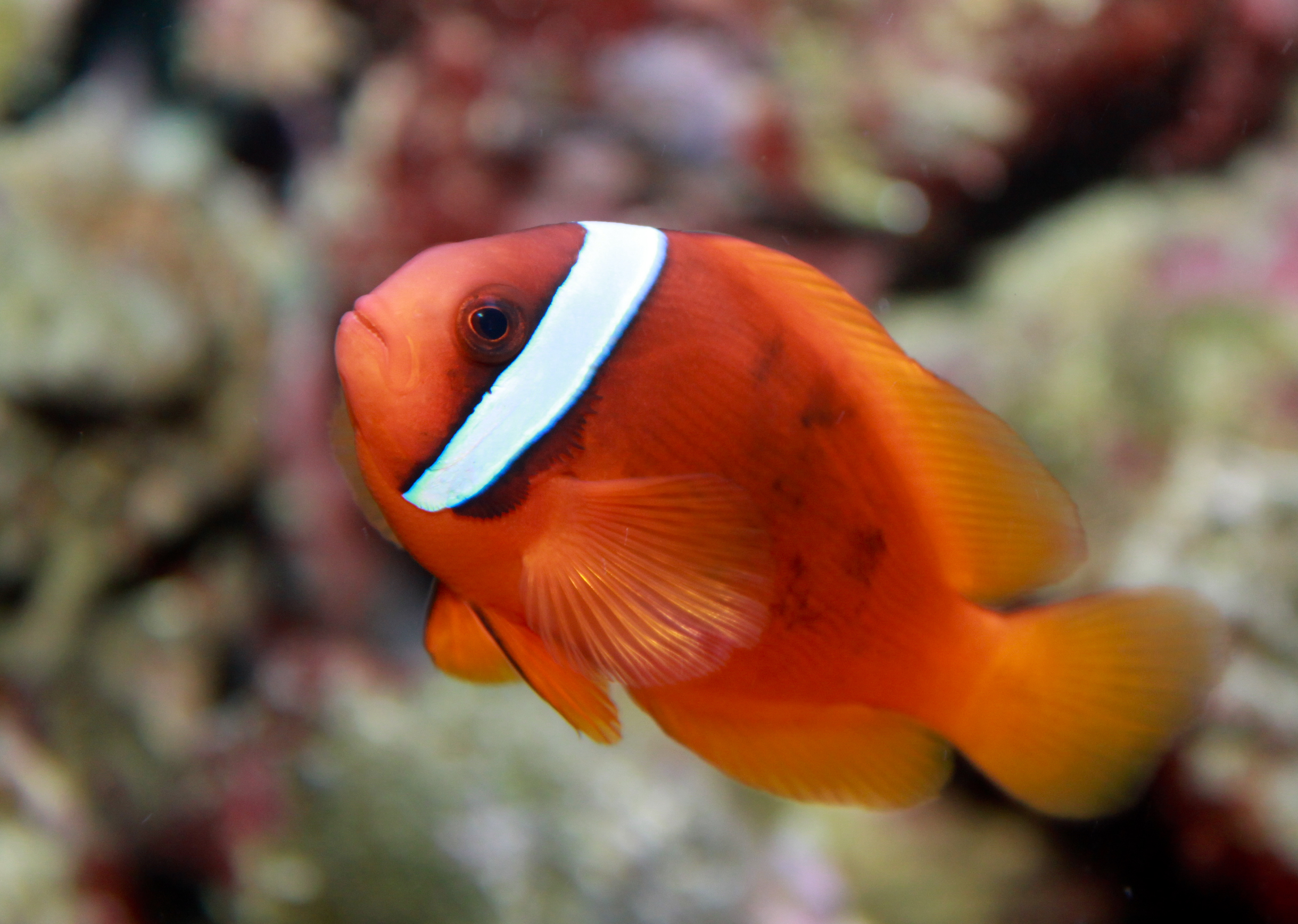
Amphiprion frenatus
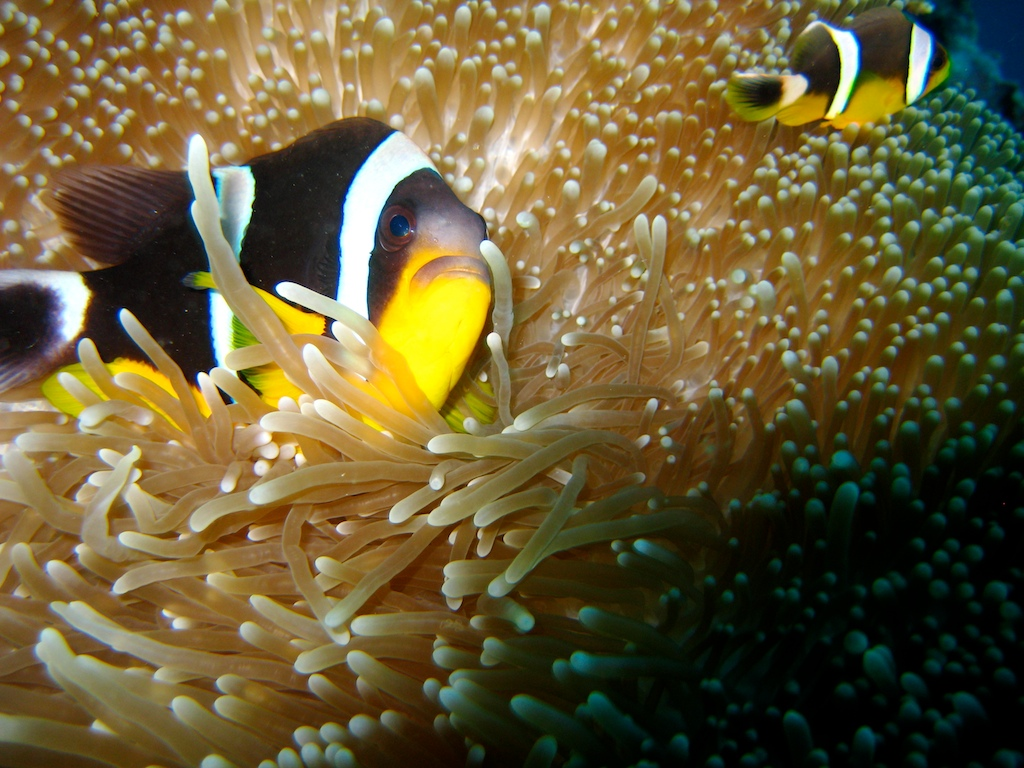
Amphiprion fuscocaudatus
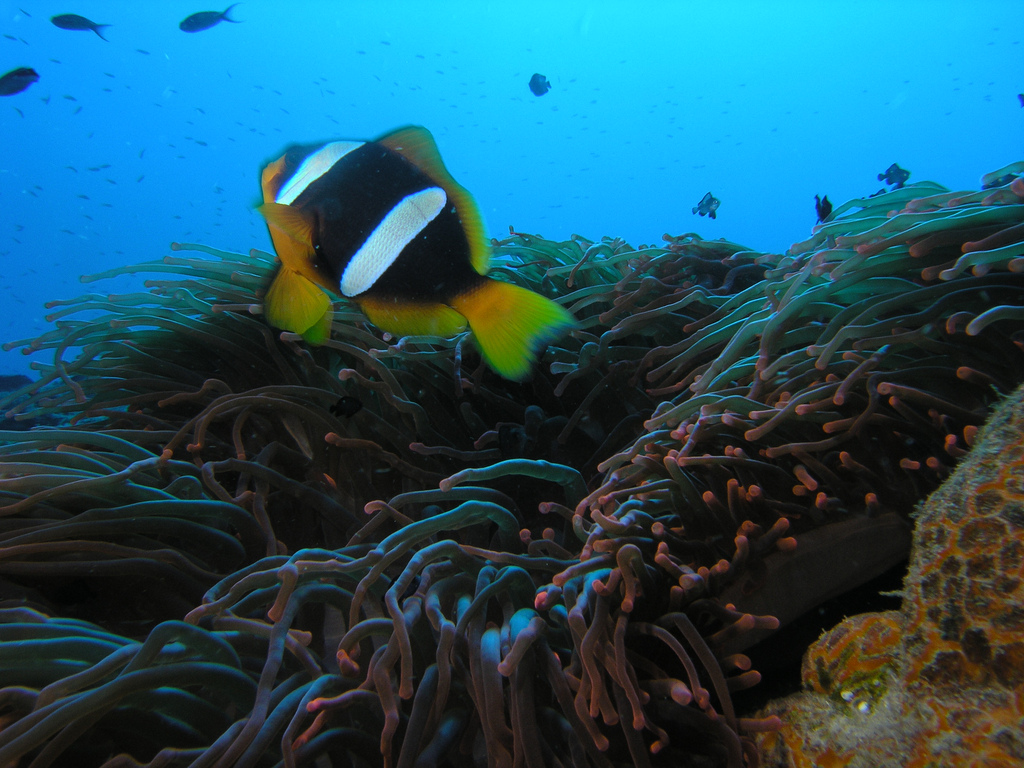
Amphiprion latifasciatus
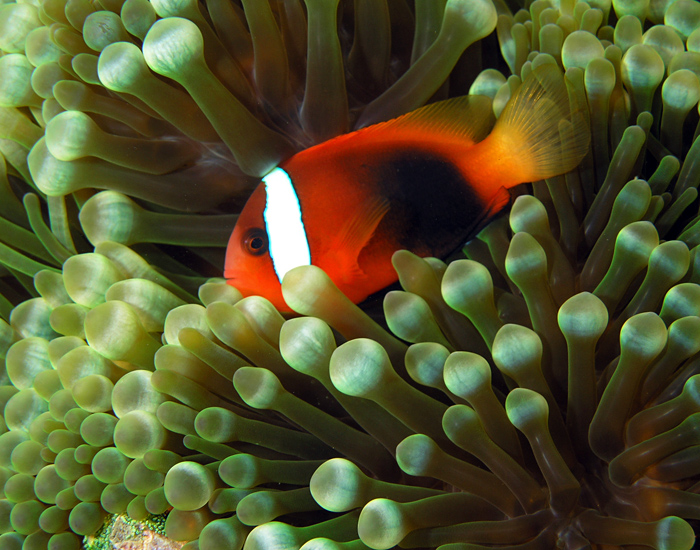
Amphiprion melanopus
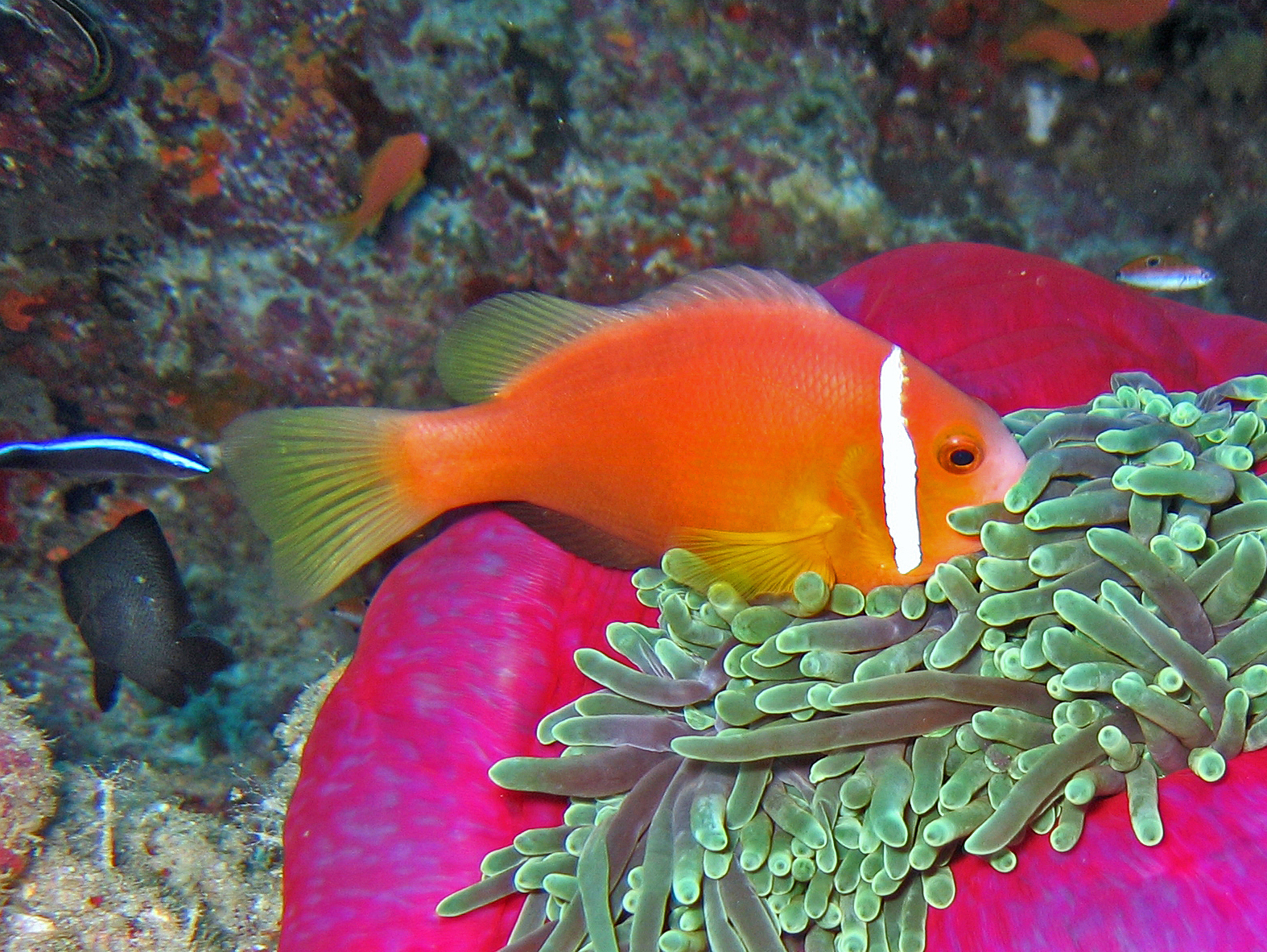
Amphiprion nigripes
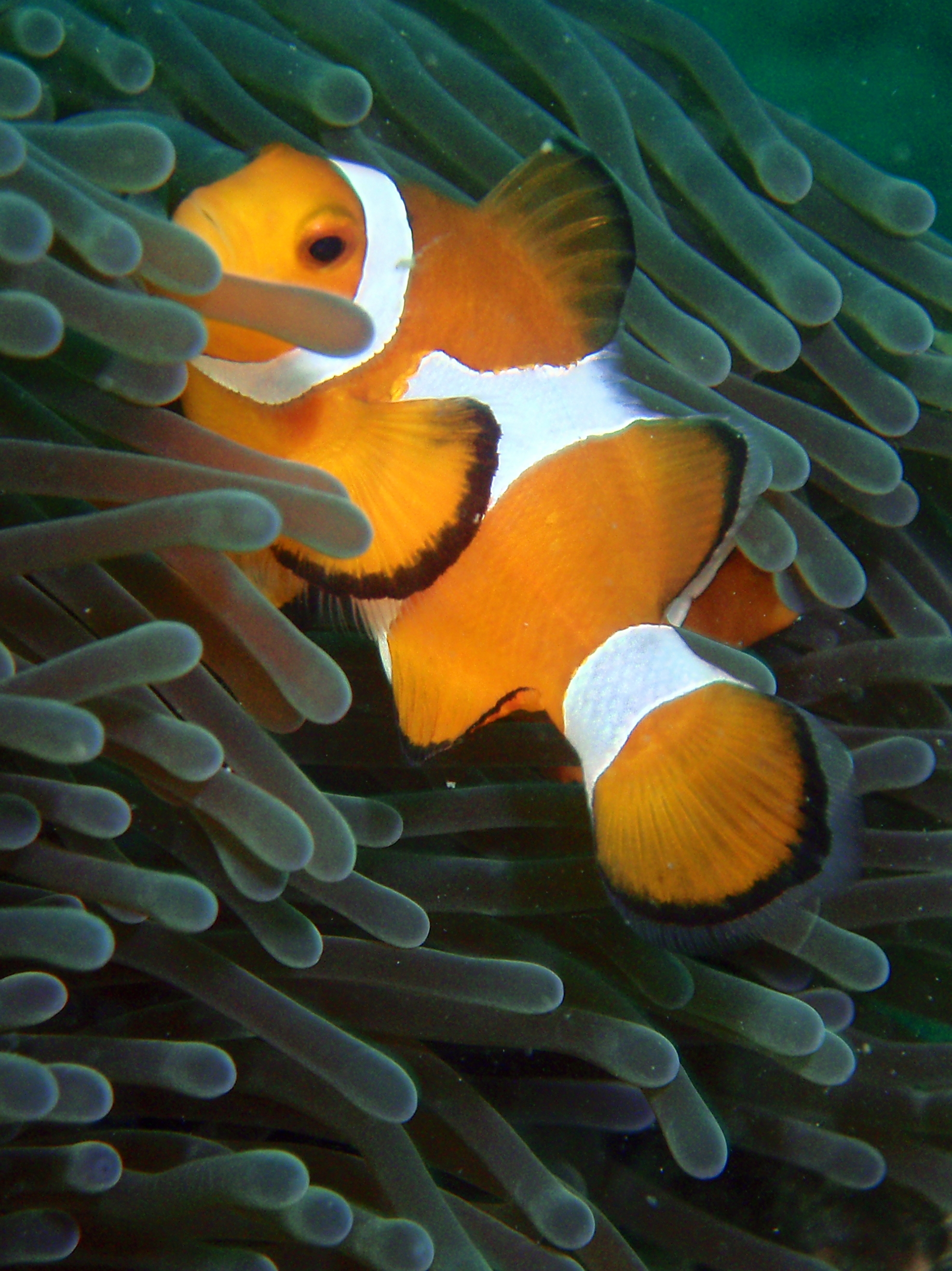
Amphiprion ocellaris
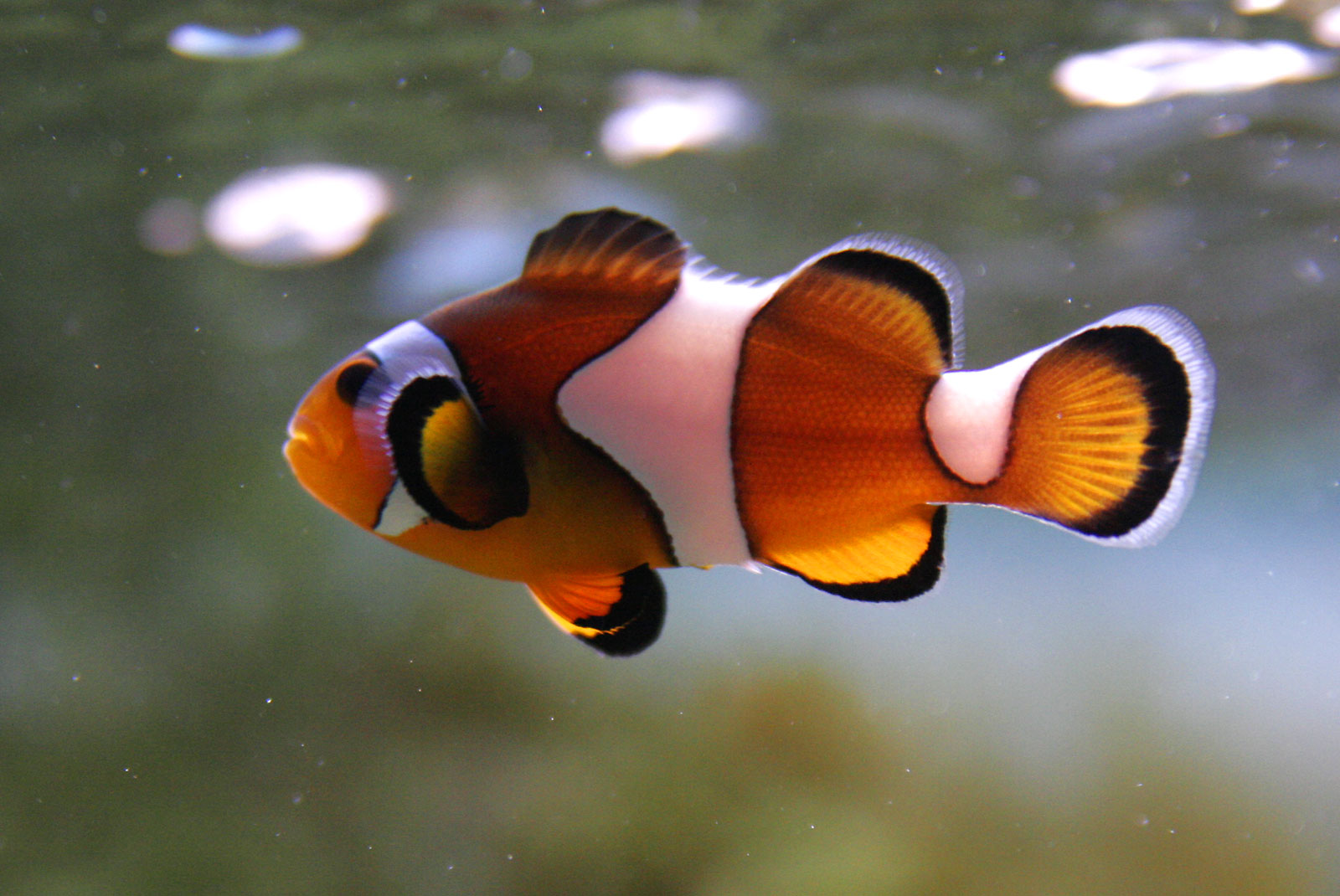
Amphiprion percula
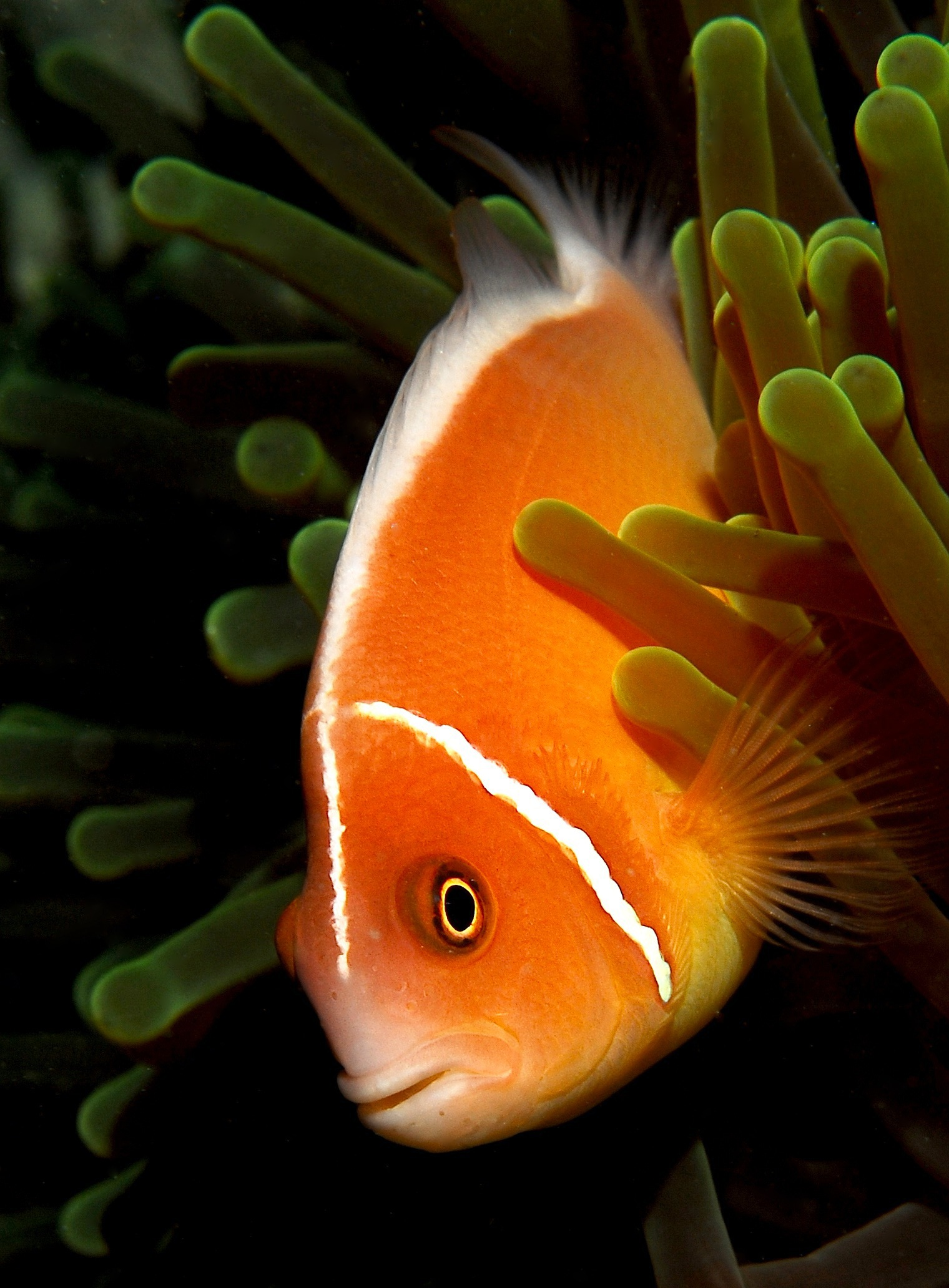
Amphiprion perideraion
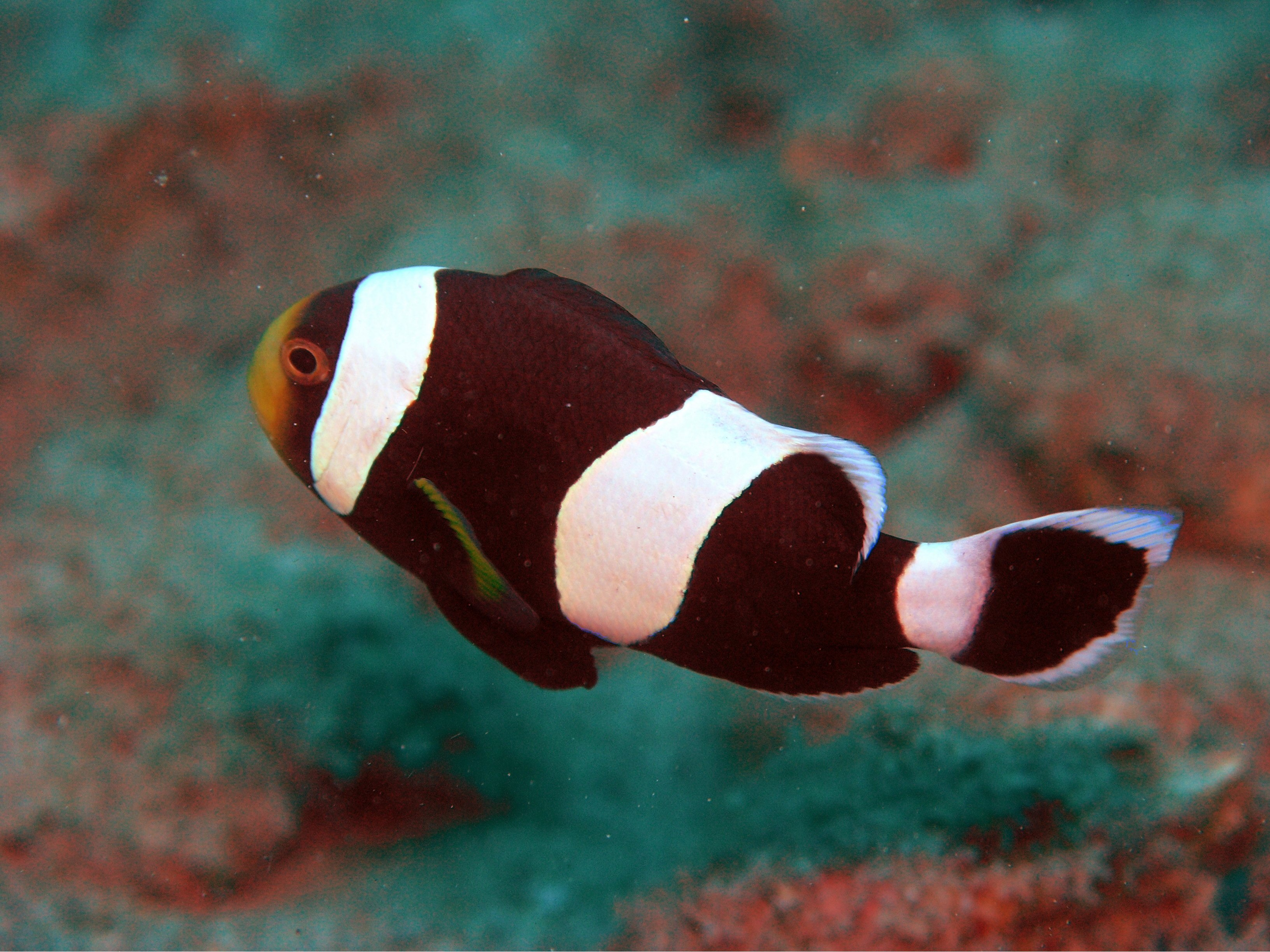
Amphiprion polymnus
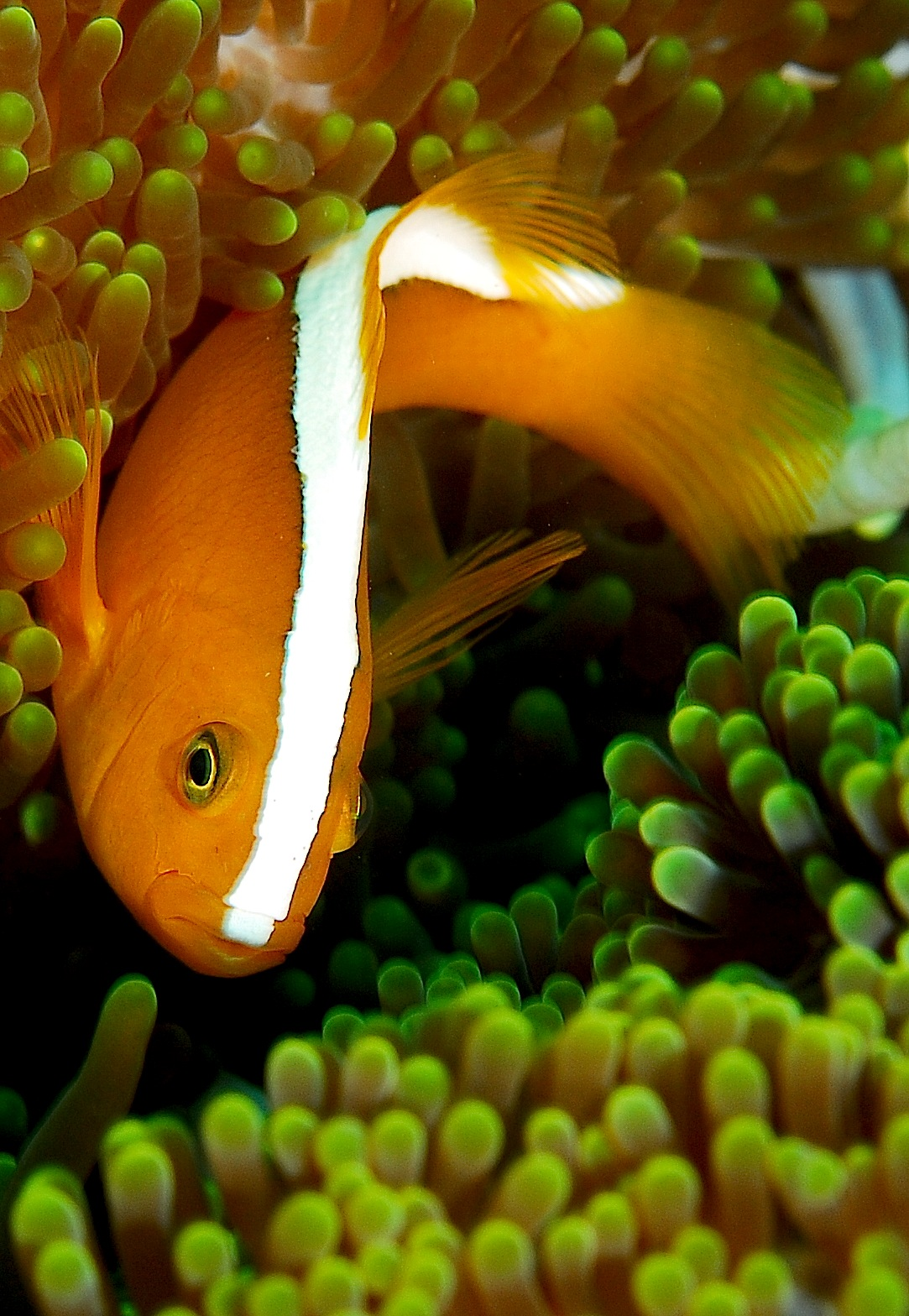
Amphiprion sandaracinos
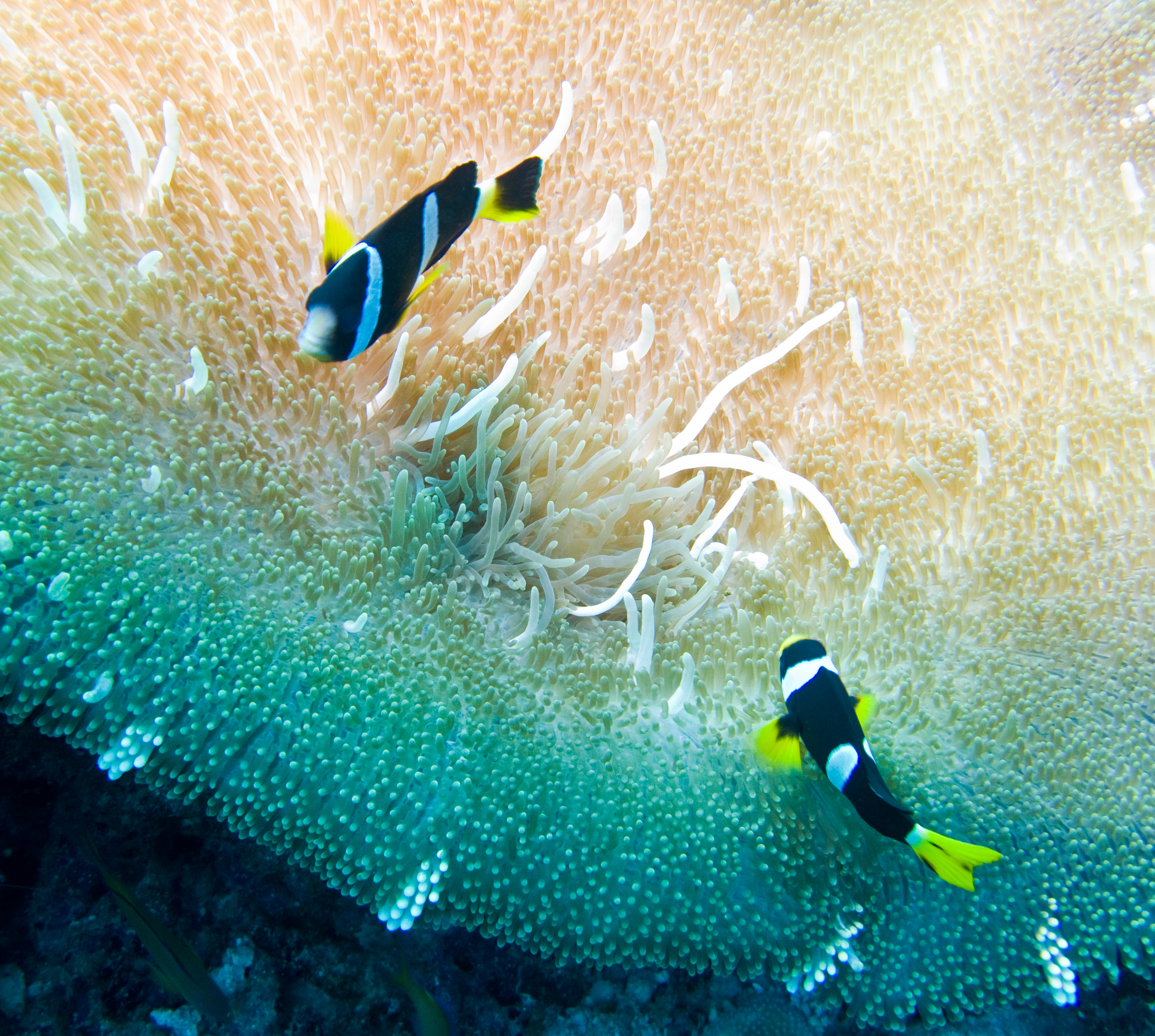
Amphiprion sebae
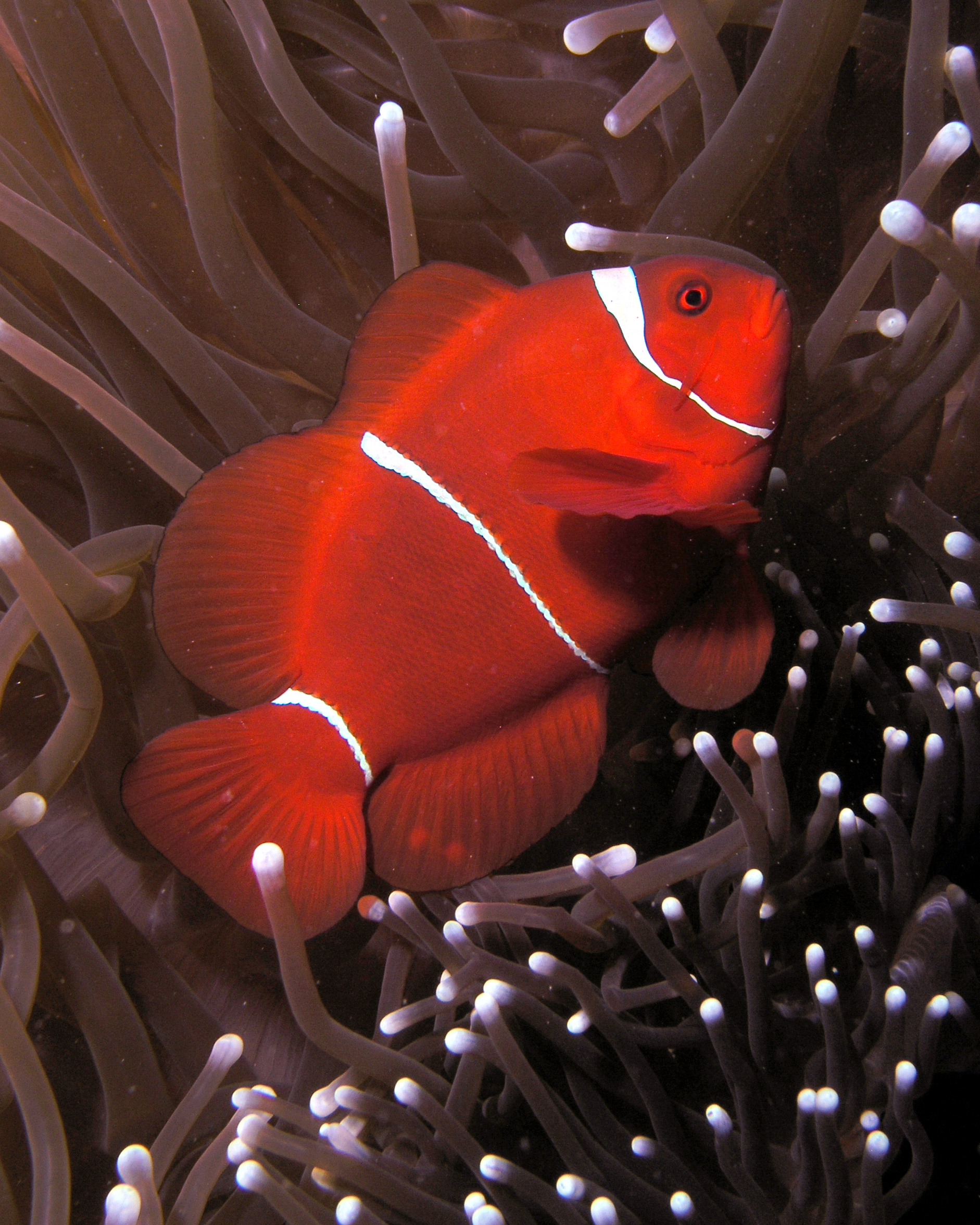
Premnas biaculeatus